# Марково (Ростовский район)
Ма́рково — село в сельском поселении Ишня Ростовского района Ярославской области России.

## География
Расположено на левом берегу реки Устье примерно в 50 км к юго-западу от Ярославля, в 15 км к северу от Ростова, в 15 км от федеральной автотрассы М8 «Холмогоры» (европейский маршрут E 115).

## История
Местная каменная одноглавая церковь с колокольней сооружена в 1833 году князем Иваном Юрьевичем Урусовым и имела два престола: св. Николая и св. Иоанна Многострадального, печерского чудотворца. Другая церковь деревянная была построена в 1670 году. С 1866 года на средства г. Блесс здесь была открыта школа, помещающаяся в им устроенном для того доме.
В конце XIX — начале XX село входило в состав Савинской волости Ростовского уезда Ярославской губернии. 
С 1929 года село являлось центром Савинского сельсовета Ростовского района, с 2005 года — в составе сельского поселения Ишня.

## Население
| 1859 | 2007 | 2010 |
| ---- | ---- | ---- |
| 209  | ↗393 | ↘380 |

## Марковская школа
Бывшее Деревянное двухэтажное здание школы построил в 1786 году русский голландец Франс Блёсс, владевший в Маркове суконной фабрикой. Фабрика давно не существует, а деревянное здание школы служило по назначению вплоть до пожара 4 октября 2018 года, после которого здание стало непригодным для проведения учебных занятий.
В 2023 году было открыто новое здание школы, рассчитанное на 55 детей, со спортзалом, столовой внутри, спортплощадкой и беговой дорожкой снаружи. Также в школе будет музей. В школе реализуют проект «Агрошкола», согласно которому школьную программу дополнят модулями, ориентированными на сельское хозяйство. Ребята будут заниматься садоводством и работать в теплицах.

## Экономика
Главным предприятием Маркова и близлежащих сёл является колхоз «Красный Маяк», занимающийся разведением молочного крупного рогатого скота, производством сырого молока.
В 2023 году в селе появится вышка мобильной связи, фельдшерско-акушерский пункт